# Manuel Antonio Romero
Manuel Antonio Romero Zurita (n. San Juan Bautista, Tabasco, México, 11 de febrero de 1896 - Villahermosa, Tabasco, México, 1 de noviembre de 1958) Fue un abogado, periodista y político mexicano que nació en el estado de Tabasco, de donde llegó a ser gobernador a través de un movimiento armado conocido como la Rebelión delahuertista. De ideas revolucionarias, fue encarcelado en la Ciudad de México y dejado en libertad meses más tarde. Fue el fundador del periódico Rumbo Nuevo en la ciudad de Villahermosa, Tabasco.

## Primeros años
Desde joven, Manuel Antorio Romero fue de ideas revolucionarias, tanto que a la edad de 18 años, fue sujeto a proceso en la Ciudad de México en 1914 debido sus críticas y a participar en movimientos en contra del Presidente Victoriano Huerta, sin embargo, en abril de ese mismo año, fue dejado en libertad. Posteriormente, colaboró en el periódico El Universal y más tarde en 1916, recibió una beca por parte del gobierno del General Francisco J. Mújica. Al finalizar la beca, regresó a la ciudad de Villahermosa, Tabasco en donde concluyó la carrera de abogado en el Instituto Juárez.

## Rebelión delahuertista
Durante el la rebelión delahuertista, levantamiento armado iniciado en México por Adolfo de la Huerta en contra del presidente Álvaro Obregón y de su candidato a la presidencia Plutarco Elías Calles en diciembre de 1923, Manuel Antonio Romero simpatizó con dicho movimiento nacional, y fue uno de los principales líderes durante el alzamiento armado ocurrido en el estado de Tabasco en ese mismo mes.
Los rebeldes delahuertistas tabasqueños, encabezados entre otros por el General Carlos Greene, se alzaron en armas desconociendo al presidente Álvaro Obregón y al gobernador del estado Tomás Garrido Canabal. Después de tomar varios de los municipios del estado, con 2500 hombres sitiaron y bombardearon la capital Villahermosa, que resistió el sitio durante 36 días, sin embargo, los rebeldes no pudieron ser contenidos por las fuerzas leales al Presidente Obregón, y Villahermosa cayó en poder de los delahuertístas el 10 de enero de 1924.
Los rebeldes buscaron al gobernador Tomás Garrido Canabal para fusilarlo, sin embargo, Garrido se escondió varios días en una casa, para después huir en un cayuco hacia Guatemala. Loa rebeldes delahuertistas nombraron como gobernador provisional del estado a Manuel Ferrer Vega, quien ocupó el cargo del 18 al 20 de enero.

## Gobernador de Tabasco
Una vez reunidos en el Palacio de Gobierno de Tabasco, los delahuertistas nombraron como gobernador del estado a Manuel Antonio Romero, quien desempeñó el cargo del 21 de enero hasta el 7 de junio de ese año, cuando  la capital del estado fue recuperada por las fuerzas federales y Romero tuvo que salir de la ciudad huyendo hacia Tenosique y después a Guatemala.
Ante el avance de las fuerzas gobiernistas en Veracruz, y considerando a Tabasco un territorio de difícil acceso para las fuerzas federales, y que sus seguidores conocían y dominaban, Adolfo de la Huerta dejó Veracruz el 5 de febrero para dirigirse a Villahermosa, llegando a Tabasco, y estableciendo "su gobierno" en el puerto de Frontera, en donde fue recibido con júbilo por sus simpatizantes entre los que se encontraban el gobernador Manuel Antonio Romero y el General Carlos Greene.
El 20 de febrero de 1924 a través de un manifiesto Adolfo de la Huerta declaró al puerto de Frontera "Capital Delahuertista de México" y desde ahí, trató de organizar su rebelión armada en todo México.
Sin embargo, las tropas leales a Obregón fueron poco a poco doblegando a los delahuertistas quienes fueron perdiendo terreno. Posteriormente De la Huerta salió de Frontera el 11 de marzo rumbo a los Estados Unidos dejando a su suerte a sus seguidores. Ante la compleja situación, Manuel A. Romero, el licenciado Rodulfo Brito Foucher, los generales Salvador Alvarado,  Carlos Greene, Fernando Segovia y el Teniente Coronel Epifanio Bravata, trataron de organizar la defensa del estado, sin embargo, ante la falta de apoyo y de municiones, poco a poco fueron perdiendo las plazas. Las fuerzas federales leales al Presidente Obregón, recuperaron Frontera donde instalaron a las autoridades constitucionales retomando el gobierno Tomás Garrido Canabal, y el 7 de junio Manuel Antonio Romero y el general Salvador Alvarado decidieron abandonar la ciudad de Villahermosa la cual fue tomada por los obregonístas 10 días después.
De esta forma, Tomás Garrido Canabal recuperó la gubernatura del estado desde el 8 de junio de ese mismo año.

## Fallecimiento
Años después, cuando ya Tomás Garrido no estaba gobernando en Tabasco, Manuel Antonio Romero regresó a Villahermosa donde fundó el periódico Rumbo Nuevo el 1 de noviembre de 1945, dejándolo el 11 de julio de 1951 para retirarse a la vida privada. Falleció en su ciudad natal el 1 de noviembre de 1958. En su honor, una calle en la ciudad de Villahermosa y un Bulevard con un busto en Paraíso, Tabasco, lleva su nombre.